# Xã Hancock, Quận Hancock, Illinois
Xã Hancock (tiếng Anh: Hancock Township) là một xã thuộc quận Hancock, tiểu bang Illinois, Hoa Kỳ. Năm 2010, dân số của xã này là 255 người.